# Široký Důl
Pour les articles homonymes, voir Důl.
Široký Důl (en allemand : Breitenthal) est une commune du district de Svitavy, dans la région de Pardubice, en Tchéquie. Sa population s'élevait à 400 habitants en 2024.

## Géographie
Široký Důl se trouve à 5 km au nord-ouest du centre de Policka, à 18 km à l'est de Svitavy, à 45 km au sud-est de Pardubice et à 133 km à l'est-sud-est de Prague.
La commune est limitée par Lubná au nord, par Policka à l'est, par Kamenec u Poličky au sud, et par Oldřiš à l'ouest.

## Histoire
La première mention écrite de la localité date de 1269.

## Patrimoine
La grange polygonale du village est un exemple caractéristique de bâtiment agricole traditionnel à plan polygonal. Il est inscrit sur la liste centrale des monuments culturels de la République tchèque (no 24123/6-4413).

## Galerie

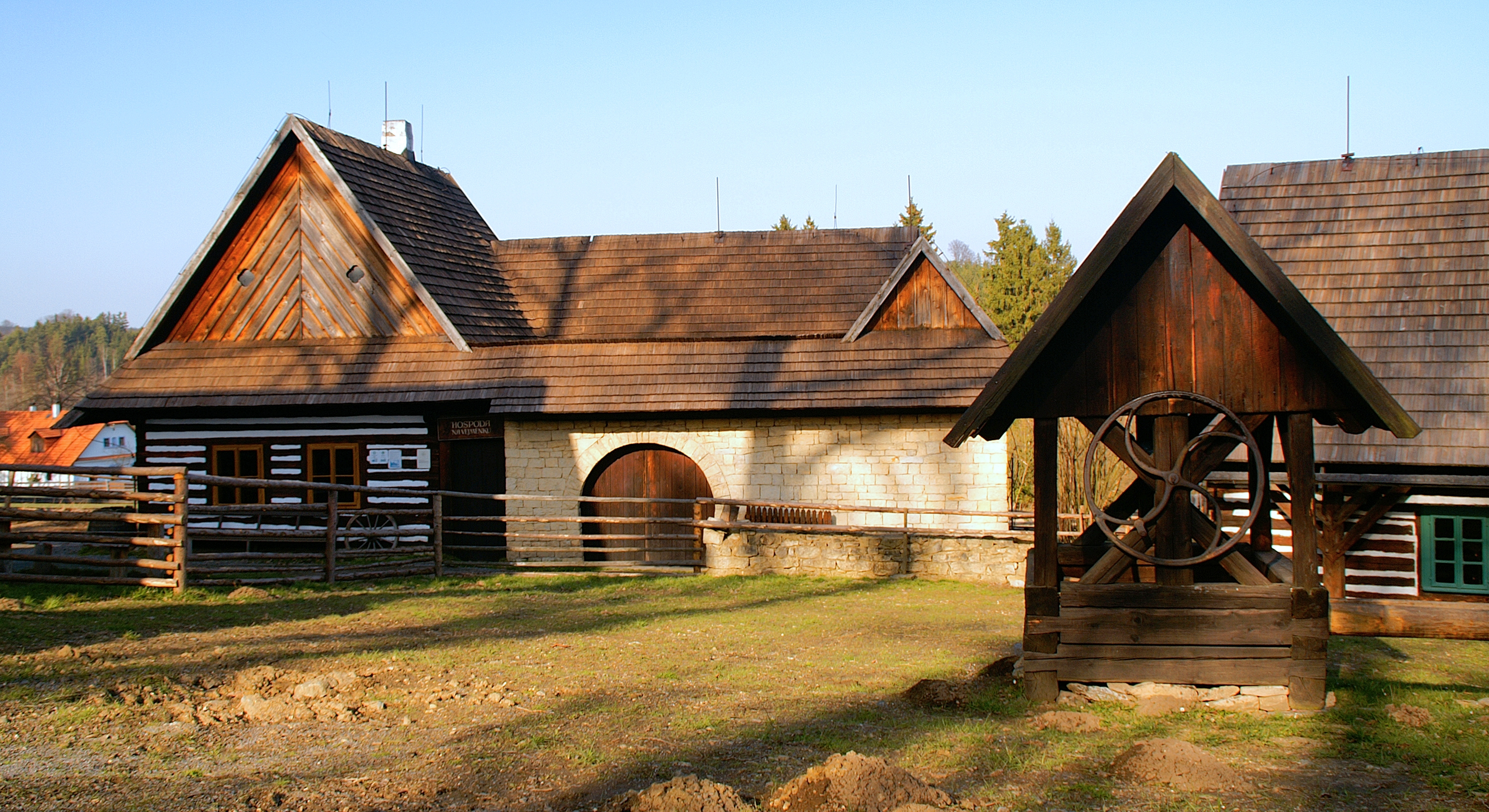
Musée en plein air de Veselý Kopec.
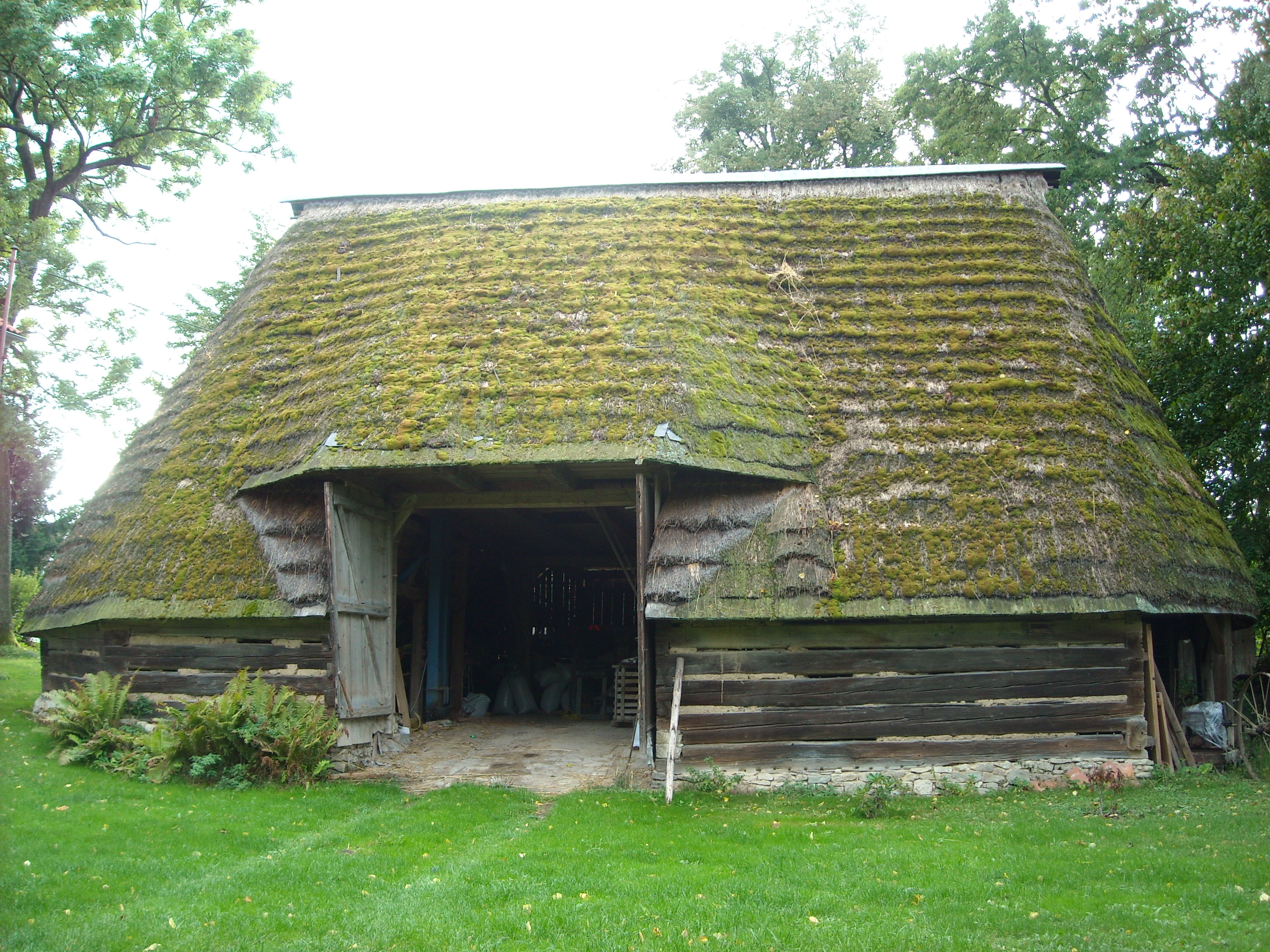
Široký-Důl : grange polygonale.

## Transports
Par la route, Široký Důl se trouve à 5 km de Polička, à 22 km de Svitavy, à 58 km de Pardubice et à 173 km de Prague. 